# 張俊河
張俊河（韓語：장준하，1918年8月27日—1975年8月17日）， 韓國政治家，獨立運動家、官员。 平安南道義州郡出身。在中國活動時異名金信一（김신일），日本式姓名張安俊河。
1962年得麥格塞塞獎。

## 外部連結
- 張俊河紀念館
- 張俊河略歴[永久]－大韓民国憲政會
- ‘유수명부’서 장준하선생 기록 발견 （页面存档备份，存于） 문화일보  2004年10月6日 
- 일본군이 작성한 장준하 탈출 기록 발견 （页面存档备份，存于） 오마이뉴스 2004.10.17 